# Sarcophaga tewfiki
Sarcophaga tewfiki är en tvåvingeart som beskrevs av Salem 1940. Sarcophaga tewfiki ingår i släktet Sarcophaga och familjen köttflugor.
Artens utbredningsområde är Egypten. Inga underarter finns listade i Catalogue of Life.